# Four Lions
Four Lions - Poco leoni, molto ... (Four Lions) è un film del 2010 diretto da Chris Morris.
Si tratta del debutto alla regia del comico e scrittore britannico Chris Morris.
Il film narra le vicissitudini di un gruppo di jihadisti dello Sheffield, in Inghilterra, che si improvvisano terroristi.

## Trama
Quattro giovani musulmani dello Sheffield aspirano a diventare martiri facendosi esplodere con delle bombe. I giovani sono Omar, il capo del gruppo, che critica fortemente la società occidentale; Waj, l'amico meno brillante; Barry, un inglese convertito all'Islam dal temperamento irascibile, che ama predicare e aver ragione in tutto; l'ingenuo Faisal, che cerca con scarso successo di insegnare ai corvi a portare bombe sui bersagli.
Durante l'assenza di Omar e Waj, che si sono recati in Pakistan in un campo di addestramento per terroristi, Barry recluta un quinto elemento, il giovane Hassan. L'addestramento al campo pakistano finisce male e si conclude con un grave incidente, durante il quale Omar, nel tentativo di colpire un drone con un bazooka, colpisce per sbaglio i suoi compagni jihadisti uccidendoli tutti. Ritornati in Inghilterra, però, Omar e Waj mentono a Barry e gli altri riguardo alla loro esperienza in Pakistan, ostentando autorità e competenza per progettare un attentato in patria.
Il gruppo inizia così a produrre esplosivo in casa, senza però trovare un accordo sugli obiettivi degli attentati. Barry vorrebbe far esplodere la moschea locale per dare la colpa agli infedeli e "radicalizzare i moderati", ma Omar considera la cosa idiota. Nel trasportare l'esplosivo a una nuova sede, Faisal urta accidentalmente una pecora e muore nell'esplosione. Questo fa allontanare temporaneamente Omar dal gruppo, il quale ritiene i compagni troppo stupidi per una simile missione. Il gruppo si ricostituisce però poco dopo, e decide di preparare un attentato suicida durante la Maratona di Londra.
Qui termineranno le tragicomiche avventure degli aspiranti martiri. Due di loro, Barry e Hassan, si faranno saltare in aria per errore. Waj, che si è asserragliato in un negozio di musulmani ed è indeciso se farsi esplodere, verrà dapprima "salvato" dai poliziotti inglesi che, durante un'irruzione, spareranno all'ostaggio scambiandolo per il terrorista, e quindi Waj si farà esplodere insieme ai poliziotti. Omar, l'ultimo sopravvissuto, ormai solo e braccato, entra nel primo negozio che trova aperto (una farmacia) e si fa esplodere.

## Produzione
Morris ha impiegato tre anni facendo ricerche per questo progetto, intervistando esperti di terrorismo, esponenti della polizia e dei servizi segreti, nonché diversi imam e cittadini musulmani. In un'intervista Morris ha affermato di aver iniziato a documentarsi prima degli attentati di Londra del 2005.
Con la sceneggiatura completata nel 2007, il film è stato proposto sia alla BBC sia a Channel 4, che hanno entrambi rifiutato giudicando il progetto troppo controverso. Assicurati i fondi nell'ottobre 2008, le riprese del film sono iniziate a Sheffield nel maggio 2009.
Durante la produzione, il regista ha inviato una copia della sceneggiatura a Moazzam Begg, ex-detenuto britannico-pakistano del campo di prigionia di Guantánamo. Begg ha accettato la consulenza, riferendo dopo aver letto il testo di non aver trovato nulla che sarebbe potuto risultare offensivo per i musulmani britannici. Begg è anche stato invitato ad una speciale proiezione del film appena concluso, dichiarando di essersi divertito.

## Riconoscimenti
- Premi BAFTA 2011
  - Miglior esordiente britannico
- 2010 - Monte-Carlo Film Festival de la Comédie
  - Premio speciale della giuria